# 马克西米利安·阿恩特
马克西米利安·阿恩特（德語：Maximilian Arndt，1987年7月23日—），德国男子雪车运动员。他曾代表德国参加国际雪车联合会世界锦标赛，获得二枚金牌、二枚银牌和一枚铜牌。他也曾参加2014年冬季奥运会。